# Véraza
Véraza település Franciaországban, Aude megyében. Lakosainak száma 32 fő (2022. január 1.). Véraza Alet-les-Bains, Limoux, Luc-sur-Aude, Peyrolles, Saint-Polycarpe és Terroles községekkel határos.

## Népesség
A település népessége az elmúlt években az alábbi módon változott:
| Lakosok száma | 42   | 41   | 48   | 38   | 36   | 34   | 32   | 33   | 32   | 32   |
|               | 1968 | 1982 | 1990 | 2006 | 2013 | 2015 | 2017 | 2019 | 2020 | 2022 |